# Engelbert Pernerstorfer

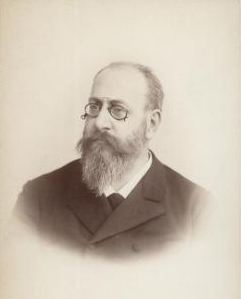
Engelbert Pernerstorfer.

Engelbert Pernerstorfer, född 27 april 1850, död 6 januari 1918, var en österrikisk socialist.
Pernerstorfer  var ursprungligen lärare, ägnade sig från 1881 åt politisk verksamhet, först i samarbete med Georg von Schönerer, med vilken han dock bröt 1883 på grund av Schönerers antisemitiska inställning. Pernerstorfer tillhörde riksrådet 1885-97 och från 1901, till en början som arbetarvänlig vilde. Han anslöt sig 1897 till socialdemokraterna, och var deras ledare tillsammans med Victor Adler under en längre period. 1907 var Pernerstorfer vice president i riksdagens folkvalda kammare. Han var starkt nationell och understödde under första världskriget krigspolitiken.